# Ein Herz aus Schokolade
Ein Herz aus Schokolade – trzydziesty pierwszy album niemieckiego zespołu Die Flippers. Album został wydany w roku 1997.

## Lista utworów
1. "Ein Herz aus Schokolade" -3:05
2. "Manuels Melodie" - 3:15
3. "Anna Maria" - 3:04
4. "Mein letztes Souvenier"  - 3:09
5. "Eine Nacht in Venezia" - 3:26
6. "Sieben Leben hat die Zärtlichkeit" - 3:49
7. "Nur ein Traum" - 2:49
8. "Lady Bonita" - 3:06
9. "Noch einmal mit Dir tanzen" - 2:37
10. "Ich hab mein Herz verloren" - 3:15
11. "Du hast ja geweint Senorita" - 2:54
12. "Weil die Sehnsucht nie vergeht, Diana" - 3:09
13. "Du bist meine erste Liebe" - 3:32
14. "Irischer Sommer" - 3:07